# Special Broadcasting Service
Special Broadcasting Service (SBS) — австралійська громадська телерадіокомпанія, що фінансується змішаним шляхом. Орієнтовно 80 % фінансування компанії припадає на податкові надходження. SBS керує шістьма телеканалами (SBS, SBS Viceland, SBS World Movies, SBS Food, NITV і SBS WorldWatch) і сімома радіомережами (SBS Radios 1, 2 і 3, Arabic24, SBS Chill, SBS South Asian і SBS PopAsia). SBS Online — це служба потокового відео SBS On Demand.
Заявленою метою SBS є «надання багатомовних і багатокультурних радіо- й телевізійних послуг, які інформують, навчають і розважають усіх австралійців і, таким чином, відображають багатокультурне суспільство Австралії». SBS є однією з п'яти основних безкоштовних мереж країни.
SBS офіційно виникла 1978 року як радіомережа. 1980 року на новому телевізійному каналі почалася повна передача. 2006 року почалася реклама в шоу. Перерви на рекламу встановлюються по 5 хвилин на годину. Найуспішніший імпортований телесеріал SBS — «Південний парк».

## Історія
Унаслідок великої імміграції до Австралії після Другої світової війни та припинення політики білої Австралії федеральний уряд почав розглядати необхідність «етнічного мовлення» — програм, орієнтованих на етнічні меншини, що здебільшого транслювалися б мовами, окрім англійської. До 1970 року радіостанціям заборонялося мовлення іноземними мовами більше ніж 2,5 години на тиждень. У червні 1975 року за розпорядженням міністра імміграції Ела Грассбі розпочали мовлення дві «експериментальні» радіостанції: 2EA у Сіднеї та 3EA у Мельбурні (EA означає «Етнічна Австралія»), частково для того, щоб повідомити про зміни соціальної політики уряду Вітлема щодо етнічних громад. У березні 1976 року уряд Фрейзера заснував Консультативний комітет з етнічного мовлення, а в січні 1977 року — Національну консультативну раду з етнічного мовлення. Спочатку вважалося доцільним, щоб етнічне мовлення здійснювалося Australian Broadcasting Corporation (ABC), однак цей план відкинули в середині 1977 року.
У жовтні 1977 року уряд оголосив про створення SBS як нового незалежного статутного органу етнічного мовлення. Це було досягнуто в результаті поправки до Закону про телерадіомовлення 1942 року. SBS офіційно виникла 1 січня 1978 року. Інавгураційним головою SBS був Гриша Скловський, а інавгураційним виконавчим директором — Рональд Фавелл. Служба спочатку була радіомережею і опікувалася лише двома вже наявними станціями 2EA та 3EA. Завжди передбачалося, що SBS буде розширена, але цей процес був суперечливим — Федерація австралійських комерційних телевізійних станцій хотіла, щоб функції телебачення контролювала ABC.
У березні 1979 року уряд створив Комісію з огляду етнічного телебачення, яка рекомендувала SBS розширити багатомовні послуги на телебаченні. Телеканал SBS TV розпочав тестові передачі у квітні 1979 року, коли в неділю вранці показував різні іноземні програми на ABV-2 Melbourne і ABN-2 Sydney. 24 жовтня 1980 року (День Організації Об'єднаних Націй) о 6:30 вечора почалася повна трансляція на новому телевізійному каналі. Першою програмою, яку показали, був документальний фільм під назвою «Хто ми?», який вів досвідчений ведучий новин Пітер Лак. У той час SBS вів мовлення на ДМХ Channel 28 і УКХ Channel 0 (вимовляється як «о», а не «нуль»), із запланованим припиненням останнього в майбутньому. Брюс Гінгелл, який 1956 року представив телебачення в Австралії, отримав завдання представити першу партію програм на новій станції.
Програмний вміст SBS спочатку імпортувався від постачальників із країн походження основних спільнот мігрантів Австралії, а потім субтитрувався англійською мовою.
У жовтні-листопаді 1983 року послуга розширилася, щоб обслуговувати центри Канберри, Куми та Гоулберна, та згодом змінила назву на Network 0–28. Її новим гаслом стало остаточне довгострокове «Повернення світу додому» (англ. Bringing the World Back Home). У лютому 1985 року мережа змінила назву на просто SBS і незабаром почала передачу вдень. У червні того ж року SBS також поширилася на міста Брисбен, Аделаїда, Ньюкасл, Вуллонгонг і Голд-Кост.
5 січня 1986 року SBS припинила мовлення на частоті УКХ каналу 0. Попри те, що багато австралійців на той час не мали УВЧ-антен, ліцензія SBS на УКХ-діапазони вже була продовжена на рік, і не всі антени добре працювали з низькочастотним каналом 0.
У серпні 1986 року уряд запропонував законодавчий акт, який передбачав об'єднання SBS в ABC. Це було дуже непопулярно серед спільнот етнічних меншин, і після протестів як співробітників SBS, так і громад, призвело до того, що прем'єр-міністр Австралії Боб Гоук у 1987 році оголосив, що запропоноване об'єднання не продовжуватиметься. Незабаром, у 1988 році, був заснований Молодіжний оркестр радіо і телебачення SBS з диригентом-засновником Метью Крелом.
У липні 1989 року був введений у дію плани запровадження обмеженого спонсорства комерційних програм, а також відбулося заснування SBS як незалежної корпорації з власним статутом. У 1989 році також була запущена програма під назвою Eat Carpet, яка демонструвала місцеві та міжнародні короткометражні фільми.
Прийняття Закону про спеціальну службу мовлення 1991 року офіційно зробило SBS корпорацією. На початку 1990-х років телевізійне покриття SBS було розширено й охопило нові регіони, такі як Латроб-Веллі, затока Спенсер, Дарвін, північно-східна Тасманія, Кернс і Таунсвілл.

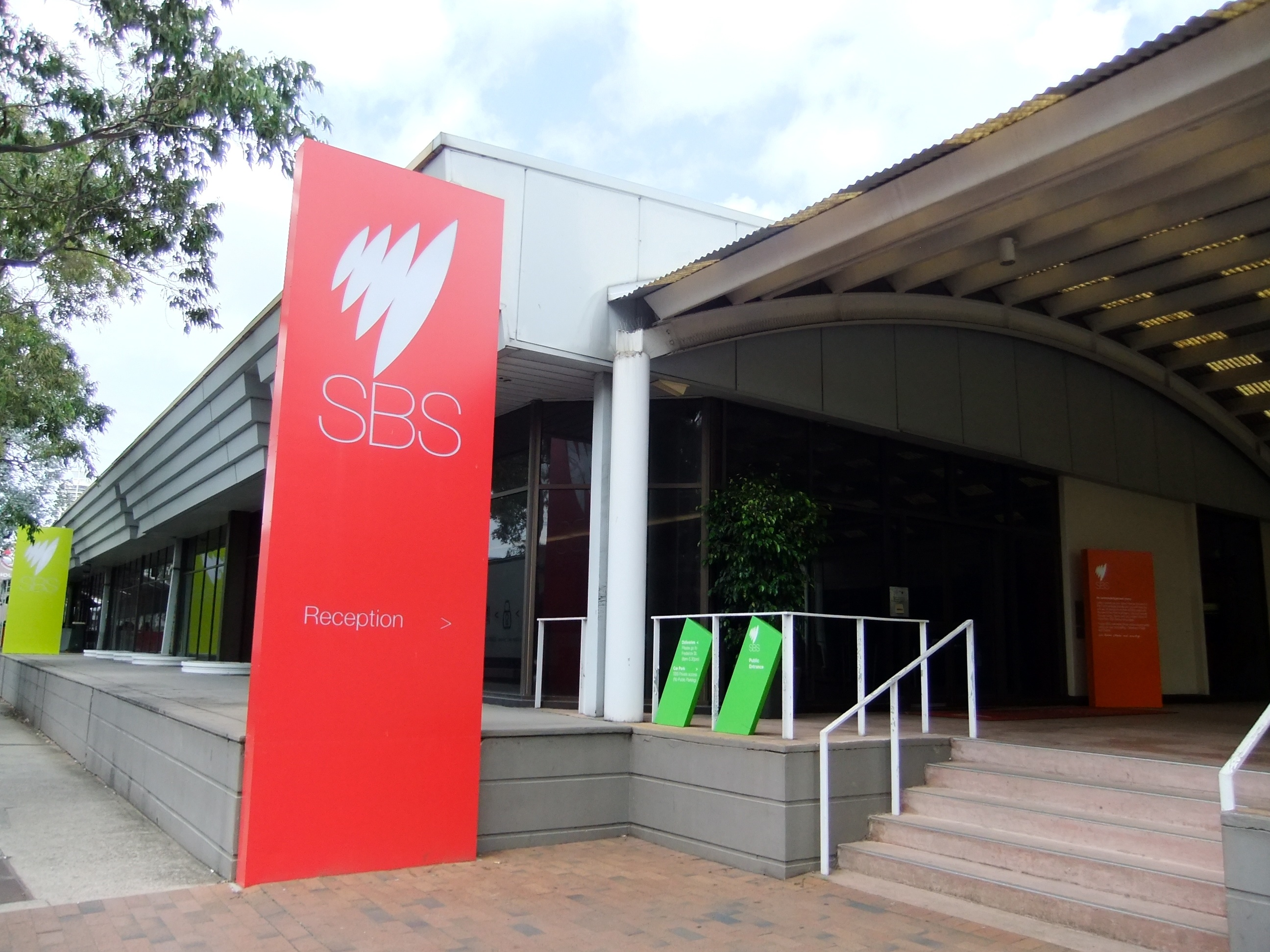
Штаб-квартира SBS в Артармоні, Новий Південний Уельс

У 1992 році радіо- й телевізійні об'єкти SBS поступово перевели в нові приміщення в Артармоні, Новий Південний Уельс. Радіослужби спочатку були розташовані в Бонді Джанкшені, а телевізійні служби — у Мілсонс-Пойнті. Нову будівлю офіційно відкрив 10 листопада 1993 року прем'єр-міністр Пол Кітінг, а національну радіомережу запустили в січні 1994 року. Нова служба спочатку охоплювала Брисбен, Аделаїду, Перт і Дарвін, тоді як оригінальні станції 2EA та 3EA були перейменовані на Radio Sydney та Radio Melbourne відповідно. Однак нова національна служба була запущена на окремій частоті в Сіднеї та Мельбурні в липні того ж року. Протягом 1996 року радіопослуги були розширені, щоб охопити Гобарт і Канберру, тоді як покриття SBS TV було розширене, щоб охопити північне узбережжя Нового Південного Уельсу та місто Олбері.
«Південний парк» телеканалу Comedy Central, найуспішніший імпортний телесеріал SBS, вперше вийшов в ефір у 1997 році. У травні 1999 року в Південній Австралії була встановлена система тимчасової затримки, незадовго до заснування підрозділу Transmission Services (призначеного для управління передачею та послугами самодопомоги). Відділ нових медіа, відповідальний за вебсайт SBS, був створений на початку 2000 року під час першої вебтрансляції нагород Австралійського кіноінституту. Рейтинги продовжували зростати з 2000 до 2001 року — збільшившись до загальної середньотижневої частки аудиторії 5,2 %.
У квітні 2003 року радіо SBS прибрало чотири мови зі свого розкладу: ірландську, шотландську гельську, валлійську та білоруську, і додало чотири інші: амхарську, непальську, малайську та сомалійську, одночасно збільшивши години мовлення для кантонської, мандаринської та арабської. Того ж року до телевізійного розкладу SBS WorldWatch у 2003 році додали трансляції тагальською і в'єтнамською. Проте в’єтнамська громада протестувала проти в'єтнамомовної служби, оскільки її вміст брали з VTV4, національного мовника, контрольованого урядом В'єтнаму. Вони вважали зображення комуністичного в'єтнамського прапора та Хо Ши Міна образливим і заявили, що відсутність у програмі звітів про політичні арешти та релігійне гноблення також було образливим, особливо для тих, хто втік з країни після війни у В'єтнамі. Ця негативна реакція спонукала SBS вилучити бюлетень із розкладу та відтоді відображати застереження перед усіма зовнішніми бюлетенями.

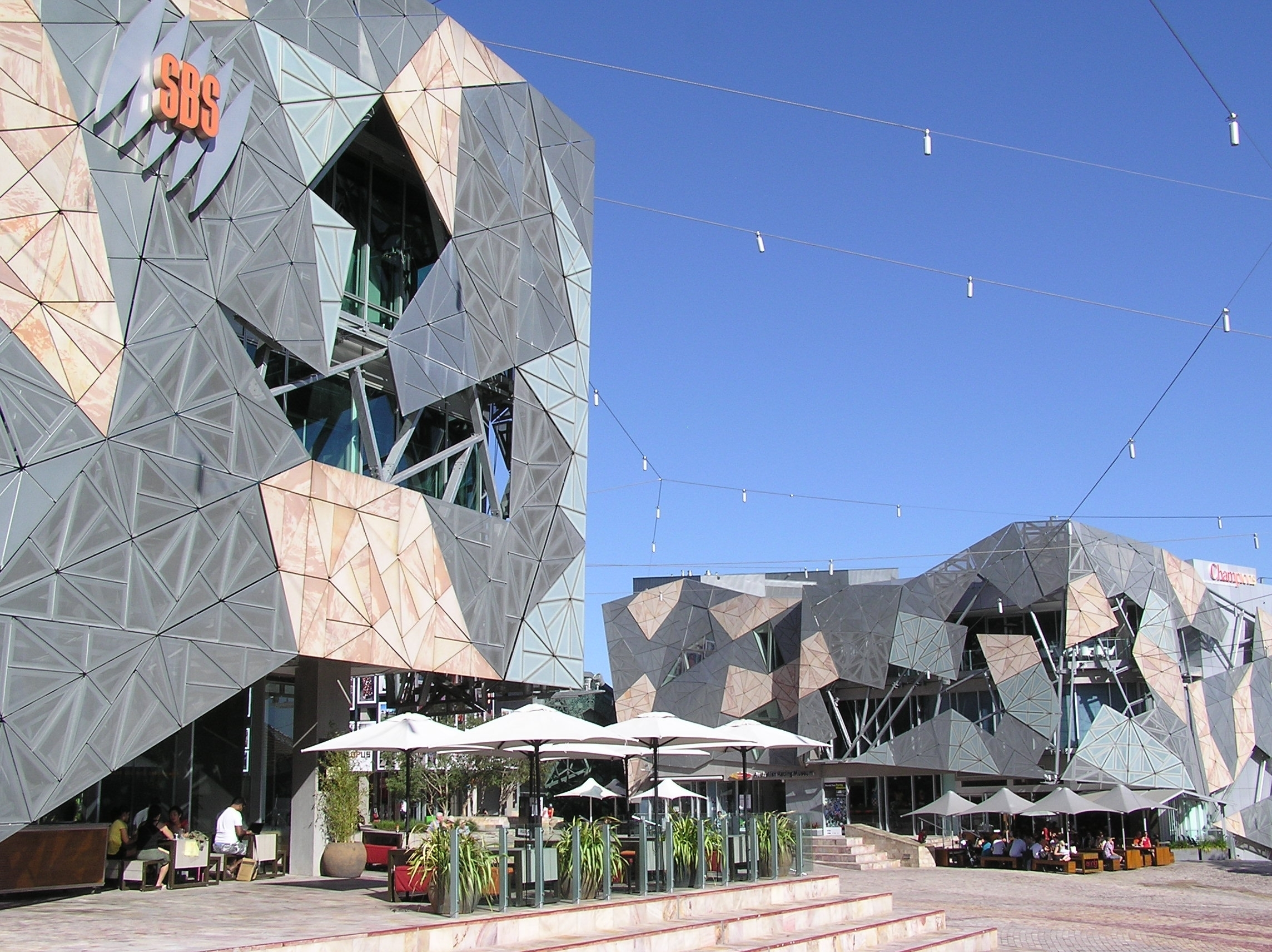
Будівля SBS на площі Федерації в Мельбурні

2004 року SBS транслювала Олімпійські ігри в Афінах у партнерстві з Seven Network. а також Євро-2008 в Австрії та Швейцарії. У травні 2008 року SBS оприлюднила новий логотип, а також нове акронімічне гасло: «Шість мільярдів історій і далі» (англ. Six Billion Stories and counting).
8 травня 2012 року SBS отримала державне фінансування в розмірі 158 млн доларів США, з яких 15 млн щорічно спрямовані для створення нового безкоштовного каналу, присвяченого корінним народам Австралії. 12 грудня 2012 року NITV перезапустили як безкоштовний канал, замінивши SBS4, під керівництвом SBS.
17 листопада 2015 року був запущений новий канал про їжу — SBS Food Network (із 17 листопада 2018 року — SBS Food). Наступного року SBS оголосила про ребрендинг SBS 2 на SBS Viceland із вмістом американсько-канадського молодіжного Vice Media з листопада 2016 року. 1 липня 2019 року SBS відновила свій колишній платний телеканал World Movies як SBS World Movies і зробила його безкоштовним.
12 січня 2022 року SBS оголосила про запуск того ж року шостого безкоштовного телеканалу під робочою назвою SBS WorldWatch. Канал безкоштовний і транслюватиме всі бюлетені іноземною мовою, які зараз транслюються на SBS і SBS Viceland, а також нові випуски новин місцевого виробництва арабською та китайською мовами в прайм-тайм. Бюлетені арабською та мандаринською мовами почалися 15 лютого 2022 року через SBS On Demand, а сам канал SBS WorldWatch запустили 23 травня.